# Sinstauchira gressitti
Sinstauchira gressitti är en insektsart som först beskrevs av Tinkham 1940.  Sinstauchira gressitti ingår i släktet Sinstauchira och familjen gräshoppor. Inga underarter finns listade i Catalogue of Life.